# 毋部
毋部（ぶぶ）は、漢字を部首により分類したグループの一つ。
康熙字典214部首では80番目に置かれる（4画の20番目）。

## 概要
毋部には「毋」または「毌」や「母」を筆画の一部として持つ漢字を分類している。
単独の「毋」字は「母」の中央部を一筆で書いた略体で、仮借して禁止・不必要といった文法的意味を示す助動詞を表す
。『説文解字』は「女」の中に姦の形に象る「一」（楷書では縦棒）を加えた形と解釈しているが、これは誤った分析である。
日本の新字体では「母」単独字以外は「母」を「毎」「海」「敏」「繁」のように「毋」形に変えている。ただし、これは常用漢字表内のみの適用であり、表外字は「誨」のように「母」となっている。
康煕字典では「母」を毋部1画として扱っており、「母」の字形を含む文字もこれに準じている。一方、現代の中国大陸の部首分類では、「母」を「毋」の附形部首として扱っており、日本の漢和辞典でも物によってはそれと実質的に同じ扱いにしている。CJK部首補助では「母」の字形が「MOTHER」の部首名で登録されている。

## 部首の通称
- 日本：なかれ・ははのかん
- 韓国：말무부（mal mu bu、なかれの毋部）
- 英米：Radical do not

## 部首字
毋
- 中古音
  - 広韻 - 武夫切、虞韻
  - 詩韻 - 虞韻、平声
  - 三十六字母 - 微母
- 現代音
  - 普通話 - ピンイン：wú 注音：ㄨˊ ウェード式：wu 2
  - 広東語 - Jyutping:mou4 イェール式:mou4
- 日本語 - 音：ブ（漢音）・ム（呉音） 訓：なかれ
- 朝鮮語 - 訓音：말（mal、なかれ） 무(mu)

## 例字
- 毋・毌
- 1母・2毎・4毒・10毓